# Guaratinguetá
Guaratinguetá är en stad och kommun i delstaten São Paulo i södra Brasilien. Guaratinguetá är belägen vid floden Paraíba do Sul och har cirka 120 000 invånare. Guaratinguetá grundades 1630 och fick administrativa rättigheter som vila år 1651. Frei Galvão, en präst som helgonförklarades år 2007, föddes i staden 1739.